# Tobias Hysén
Tobias Hysén (Gotemburgo, 9 de marzo de 1982) es un exfutbolista sueco que jugaba de centrocampista.
Es hijo del exjugador del Liverpool Glenn Hysén. Inició su carrera en el club Lundby IF, pero ganó fama jugando para el BK Häcken. Se unió al Djurgården en 2004, firmando un contrato hasta 2008. Su último equipo fue el IFK Göteborg, en el que se retiró en 2018. Años después volvió a jugar con el Tvååkers IF, llegando a disputar un encuentro en la Copa de Suecia.

## Clubes
| Club                | País       | Año       |
| ------------------- | ---------- | --------- |
| BK Häcken           | Suecia     | 1999-2003 |
| Djurgårdens IF      | Suecia     | 2004-2006 |
| Sunderland A. F. C. | Inglaterra | 2006-2007 |
| IFK Göteborg        | Suecia     | 2007-2013 |
| Shanghái SIPG       | China      | 2014-2016 |
| IFK Göteborg        | Suecia     | 2016-2018 |
| Tvååkers IF         | Suecia     | 2022-2023 |

## Palmarés

### Títulos nacionales
| Título              | Club                | País       | Año  |
| ------------------- | ------------------- | ---------- | ---- |
| Copa de Suecia      | Djurgårdens IF      | Suecia     | 2004 |
| Allsvenskan         | Djurgårdens IF      | Suecia     | 2005 |
| Copa de Suecia      | Djurgårdens IF      | Suecia     | 2005 |
| EFL Championship    | Sunderland A. F. C. | Inglaterra | 2007 |
| Allsvenskan         | IFK Göteborg        | Suecia     | 2007 |
| Supercopa de Suecia | IFK Göteborg        | Suecia     | 2008 |
| Copa de Suecia      | IFK Göteborg        | Suecia     | 2008 |
| Copa de Suecia      | IFK Göteborg        | Suecia     | 2013 |